# جک خاچکار
جک خاچکار (انگلیسی: Jack Kachkar؛ زادهٔ ۱۹ فوریهٔ ۱۹۶۳) یک کارآفرین ارمنی‌تبار اهل کانادا است.